# Itapecuru Mirim (tiểu vùng)
Itapecuru Mirim là một tiểu vùng thuộc bang Maranhão, Brasil. Tiều vùng này có diện tích 6785 km², dân số năm 2007 là 158081 người.